# Bunnell
Bunnell város az USA Florida államában. Lakosainak száma 3276 fő (2020. április 1.).

## Népesség
A település népességének változása:

| 2010 | 2 676 |
| 2020 | 3 276 |